# Огляд кінематографічного всесвіту Marvel
Наведений нижче огляд є загальною характеристикою та тематичним путівником Кінематографічного всесвіту Marvel (MCU) — американської медіафраншизи та спільного всесвіту, створеного студією Marvel Studios та належить компанії Walt Disney. Франшиза розпочалася у 2008 році з виходом фільму «Залізна людина» і з того часу розширилася, включаючи різноманітні фільми про супергероїв та телесеріали, створені Marvel Studios, телесеріали від Marvel Television, короткометражні фільми, цифрові серіали, літературу та інші медіапродукти. Усі ці твори базуються на персонажах, які з'являються в американських коміксах, що видаються Marvel Comics. Президент компанії Marvel Studios Кевін Файґі є продюсером усіх фільмів та серіалів цього студійного Всесвіту. Спільний всесвіт, подібно до оригінального всесвіту Marvel у коміксах, був створений шляхом поєднання спільних сюжетних елементів, локацій, акторського складу та персонажів.
Франшиза має комерційний успіх: її світові касові збори перевищили 31 мільярд доларів, що зробило її однією найкасовіших медіафраншиз і найкасовішою франшизою в історії кіно. До неї входять фільм «Месники: Завершення» (2019), який завершив свій кінопрокат як найкасовіший фільм усіх часів. Франшиза здобула численні нагороди за свої фільми та телесеріали, а також надихнула інші кіно- та телевізійні студії на створення подібних спільних всесвітів. Крім того, вона породила створення тематичних атракціонів, документальних серіалів, літературних матеріалів і численних відеоігор, пов'язаних із франшизою.

## Організації
- Marvel Studios — Засновник кіновсесвіту Marvel та продюсерська компанія, що займається створенням фільмів, телесеріалів та інших медіапродуктів франшизи; нині входить до складу Walt Disney Studios ; Із кінця 2024 року телесеріали студії виходять під брендом Marvel Television
  - Marvel Studios Animation — Підрозділ Marvel Studios, що спеціалізується на створенні анімаційних телесеріалів, які з 2024 року випускаються під лейблом Marvel Animation.
- Marvel Television — Продюсерська компанія, що займалася створенням окремих телесеріалів у період з 2013 по 2020 рік; у 2019 році була об'єднана з Marvel Studios.

## Інфлюенсери

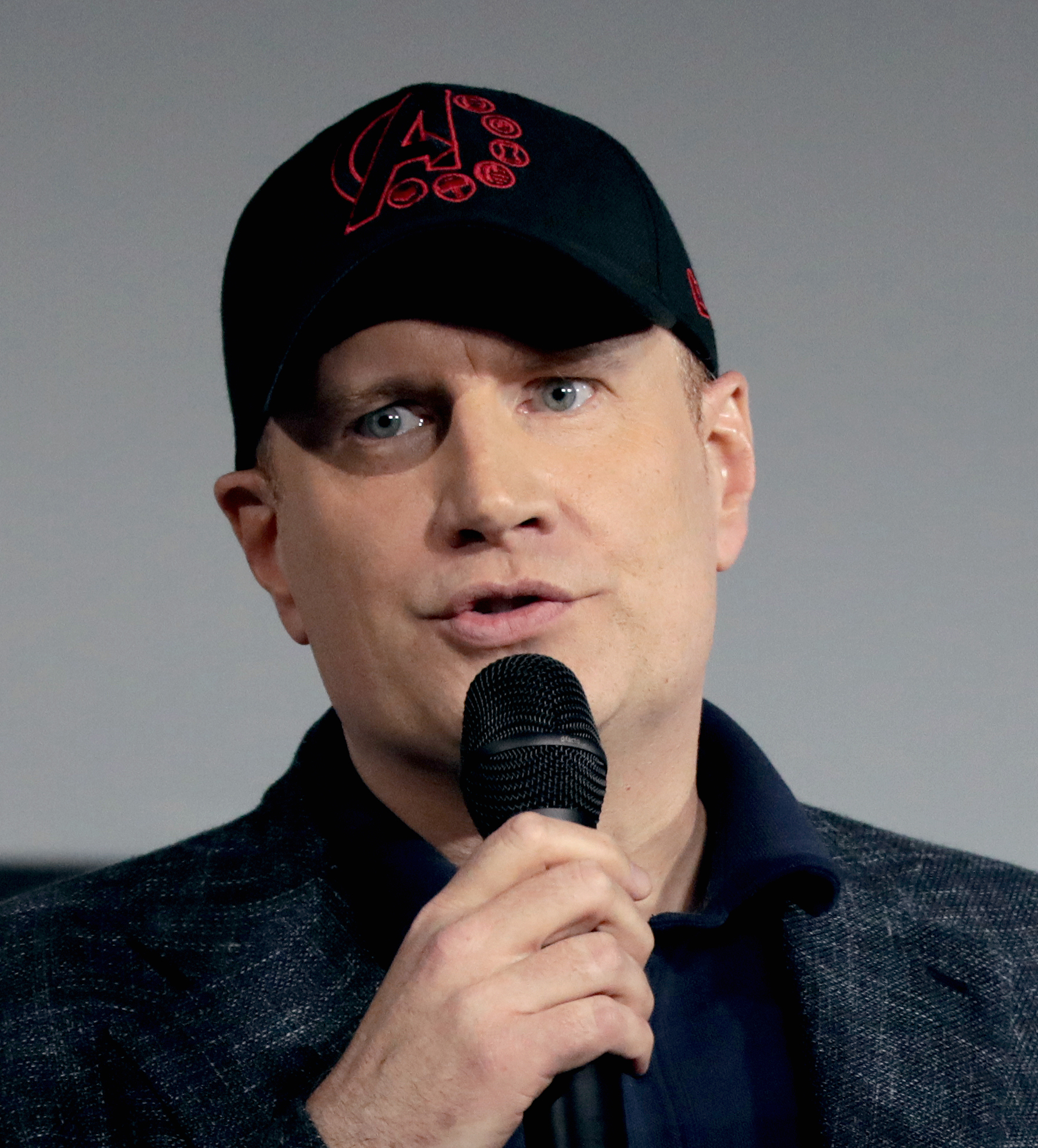
Кевін Файґі відіграв ключову роль у створенні спільного медіавсесвіту Marvel.

- Аві Арад — засновник Marvel Studios
- Девід Майзел — голова-засновник Marvel Studios
- Кевін Файґі — президент Marvel Studios та головний креативний директор Marvel Entertainment
- Луї Д'Еспозіто — співпрезидент Marvel Studios
- Вікторія Алонсо — колишня президентка з виробництва Marvel Studios
- Джеф Лоеб — колишній виконавчий віце-президент Marvel Television
- Стен Лі — творець або співтворець багатьох персонажів Marvel, адаптованих у MCU, який часто з'являвся в епізодичних ролях.